# Джера-Ларио
Джера-Ларио (итал. Gera Lario) — коммуна в Италии, находится в регионе Ломбардия, в провинции Комо.
Население составляет 881 человек (2008), плотность населения составляет 147 чел./км². Занимает площадь 6 км². Почтовый индекс — 22010. Телефонный код — 0344.
Покровителями коммуны почитаются святые Викентий из Сарагосы и Гауденций из Новары, празднование 22 января. 

## Демография
Динамика населения:

## Администрация коммуны
- Официальный сайт: https://web.archive.org/web/20100916064956/http://www.geralario.net/